# يوكي شيميزو
يوكي شيميزو (باليابانية: 志水ゆき؛ بالكانا: しみず　ゆき) هي مانغاكا يابانية، ولدت في القرن العشرين.

## روابط خارجية
- يوكي شيميزو على موقع ANN person (الإنجليزية)